# Ponte Estaiada Octávio Frias de Oliveira
Die Ponte Estaiada Octávio Frias de Oliveira ist eine Schrägseilbrücke über den Rio Pinheiros in São Paulo, Brasilien. Das Bauwerk hat eine Länge von 1600 m und der Pylon ist 138 m hoch. Die Brücke wurde 2008 eröffnet und dient dem Fahrzeugverkehr. Ungewöhnlich ist die Form des Trägers, die einem X ähnelt. Als weiteres Highlight ließ man von Philips voll computergesteuerte farbveränderliche LEDs installieren, die die Brücke nachts in verschiedenen Mustern und Formen erleuchten.
Die Baukosten betrugen 184 Millionen R$ für die Brückenkonstruktion sowie 40 Millionen R$ für die Beleuchtung.

## Bilder

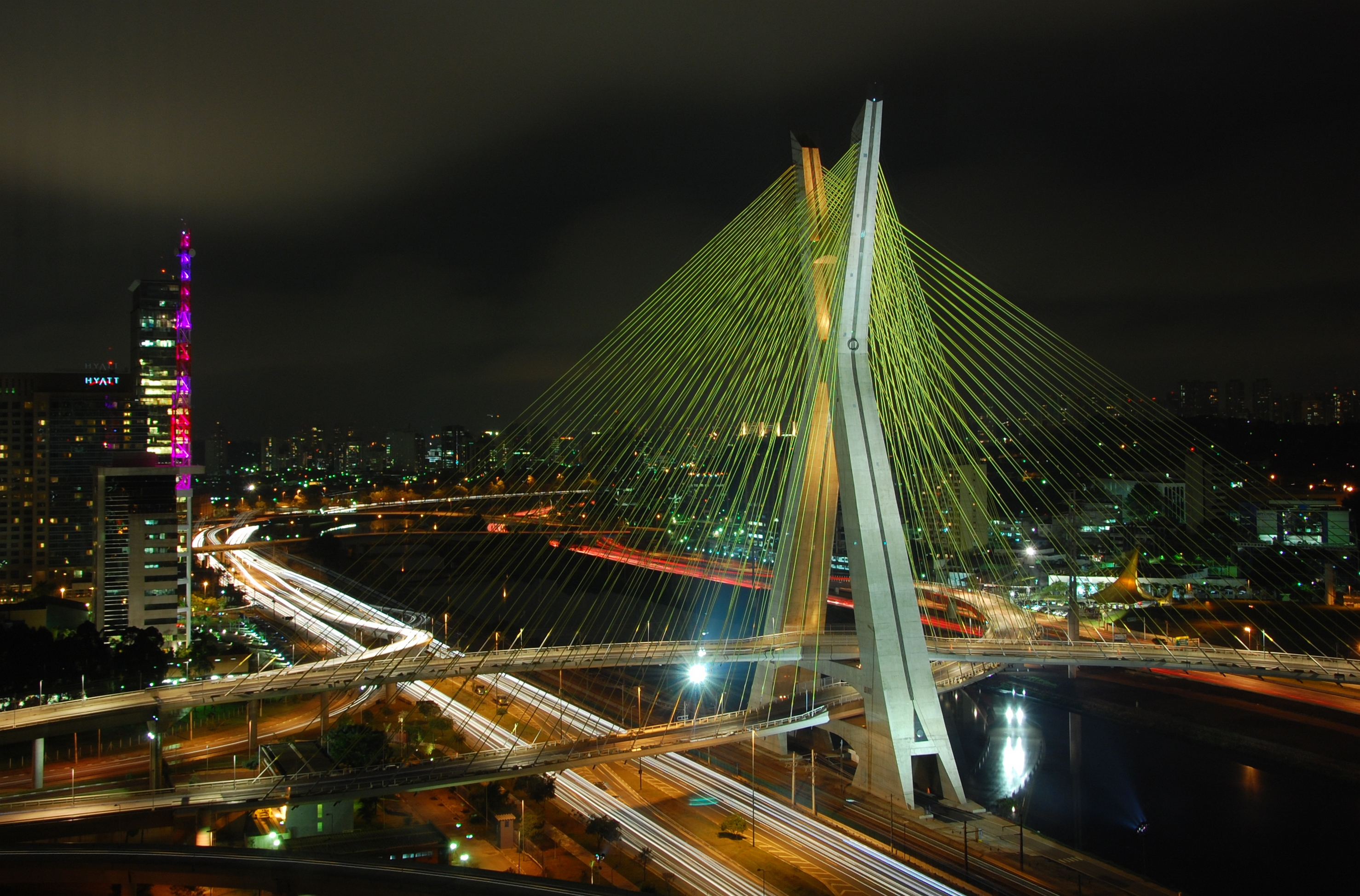
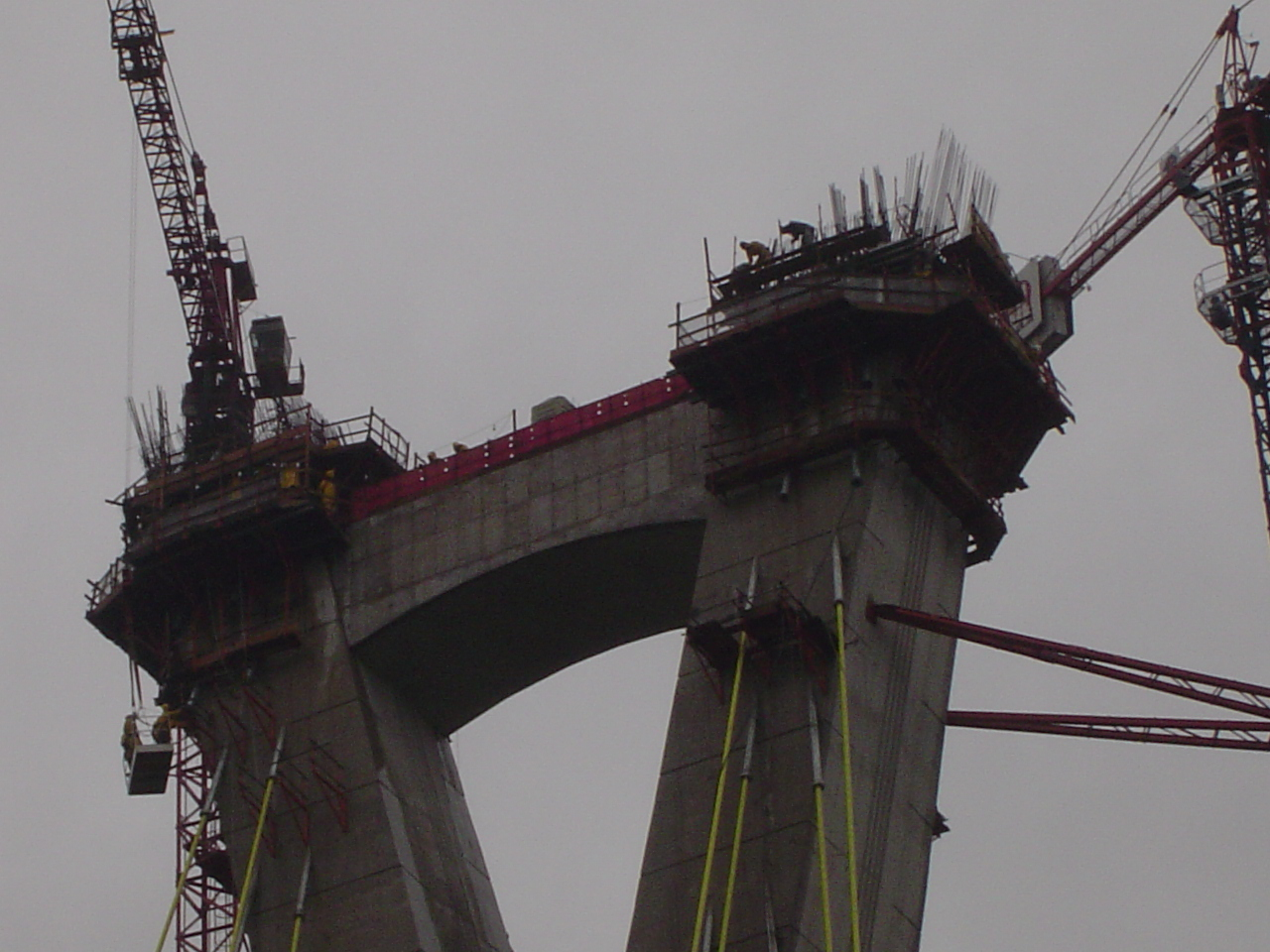
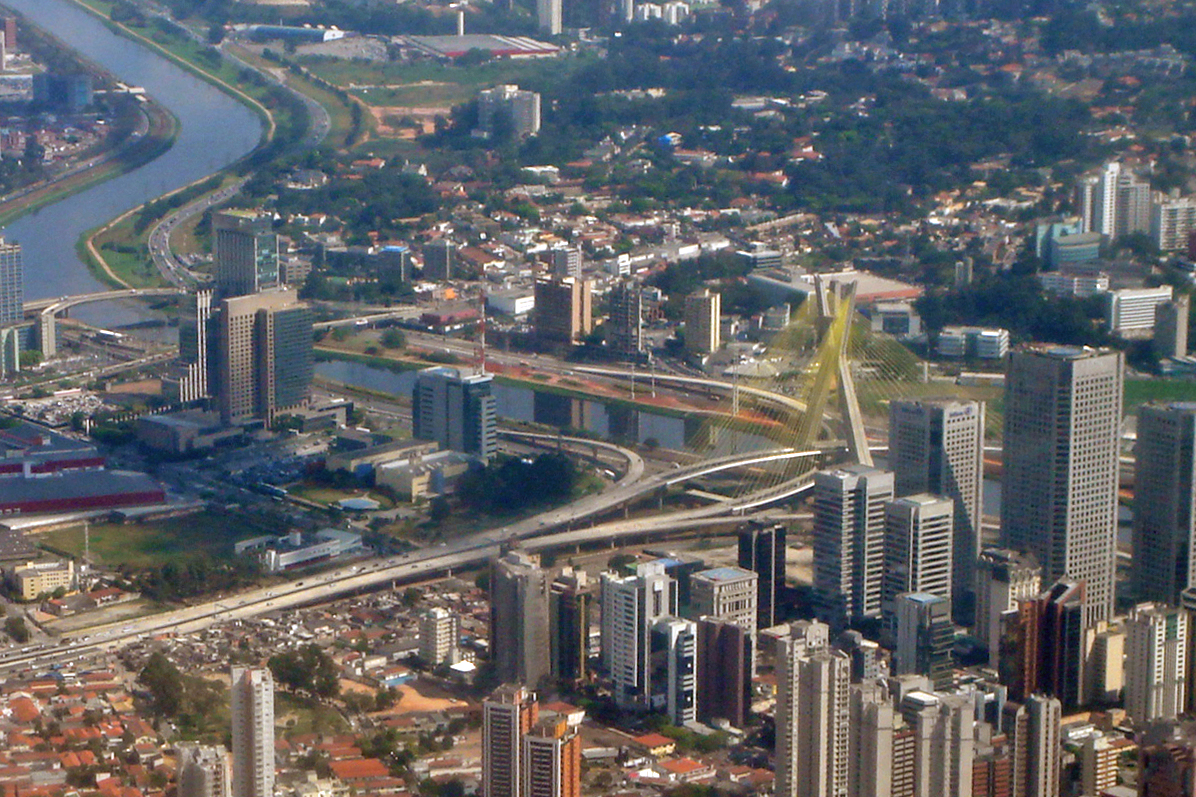